# Ivan Mozgovenko
Ivan Panteleïevitch Mozgovenko (en russe : Иван Пантелеевич Мозговенко ; né le 13 février 1924 à Iachalta en RSFSR et mort le 31 décembre 2021 à Moscou) est un clarinettiste et professeur de musique soviétique puis russe qui a enseigné la clarinette à l'Académie russe de musique Gnessine depuis 1951 et qui y a reçu le titre de professeur en 1980.
Pour sa participation comme soldat à la Seconde Guerre mondiale et pour ses réalisations artistiques ultérieures, il a reçu de nombreuses médailles et titres honorifiques, dont le titre artiste du peuple de la fédération de Russie.

## Biographie
Ivan Mozgovenko naît le 13 février 1924 à Iachalta (en) (raïon de Stepnoïé (ru), oblast de Rostov, RSFS de Russie ; aujourd'hui en république de Kalmoukie, fédération de Russie). En 1931, sa famille est expropriée et exilée vers l'Oural dans la région de Nijni Taguil. À partir de 1939, il suit des cours de clarinette au Collège de musique Tchaïkovski à Sverdlovsk. En 1943, il rejoint la division blindée volontaire de l'Oural (en), où il sert dans le bataillon médical. Avec sa division, il atteint Berlin en 1945.
En 1946, il poursuit sa formation de clarinettiste à l'Académie Gnessine, où il étudie auprès d'Aleksandr Leonidovitch Stark (ru) (premier diplôme en 1951, aspirantur (de) en 1954). En 1951, il remporte le premier prix d'un concours international à Berlin et joue comme soliste et comme interprète de musique de chambre. Il joue notamment avec le Quatuor Borodine. De 1953 à 1968, Ivan Mozgovenko est première clarinette de l'Orchestre symphonique d'État de l'URSS pour l'art cinématographique. En collaboration avec le Quatuor Borodine et d'autres ensembles de chambre, Ivan Mozgovenko enregistre des œuvres de Mozart, de Brahms, de Prokofiev et de quelques compositeurs contemporains. En plus de ses activités de concertiste, Ivan Mozgovenko enseigne à l'Académie Gnessine à partir de 1951, puis officie en tant que professeur associé à partir de 1966. En 1980, il reçoit le titre de professeur. Il compte parmi ses étudiants de nombreux clarinettistes et lauréats de concours internationaux. Mozgovenko est également l'auteur d'un certain nombre de manuels et de transcriptions pour clarinette (notamment des sonates et des partitas de Bach).
Ivan Mozgovenko a joué avec de nombreux quatuors russes, dont les quatuors Prokofiev, Beethoven, Komitas et Glinka, et avec des musiciens comme Sviatoslav Richter, Sergueï Prokofiev, Maria Youdina, Van Cliburn et Mstislav Rostropovitch,.
Il a collaboré avec des chefs d'orchestre renommés tels Ievgueni Svetlanov, Kirill Kondrachine, Alexandre Gaouk, Leonard Bernstein, Iouri Temirkanov, Vladimir Fedosseïev et Guennadi Rojdestvenski,. Il a formé de nombreux musiciens, devenant l'un des fondateurs de l'école de clarinette russe,.
Il meurt le 31 décembre 2021 à l'âge de 97 ans.

## Instruments
Lorsqu'Ivan Mozgovenko commence à jouer de la clarinette, le système de doigté allemand (système Oehler) domine pour la clarinette en URSS. À partir de 1958, il y a un changement général vers le système Boehm (y compris le système Boehm reformé, qui se rapproche du système allemand, jusqu'aux années 1980), auquel il doit s'adapter. En 1964, il change de système de doigtés. Il joue des instruments Buffet Crampon durant de nombreuses années.

## Reconnaissance
En Russie, Ivan Mozgovenko est considéré comme une légende vivante et comme le père de la génération actuelle de clarinettistes russes. En 2021, on dénombre quatorze professeurs titulaires ou associés et 50 lauréats parmi ses élèves,.
Il a déclaré : « Je suis heureux que mes étudiants travaillent partout dans le monde - aux États-Unis, au Canada et en France. J'ai fêté 70 ans d'enseignement à l'académie ,. »
En hommage lors de son 95e anniversaire, il est rapporté qu'il se considère comme le « petit-fils créatif » du fondateur de l'école de clarinette russe Sergej Sobnow, qu'il considère comme le successeur du fondateur de l'école de clarinette en Allemagne Carl Baermann.
Le jour de son 90e anniversaire, il se produit à nouveau,. À l'occasion de son 95e anniversaire, un concours international de clarinette du nom de Mozgovenko a lieu en Russie depuis 2019,.
Pour Margarita Konstantinovna, une de ses anciennes élèves, Ivan Mozgovenko est une icône de l'art russe et spirituel mondial, qui a grandement contribué à son développement, avec sa propre école, sa propre technique et de nombreux étudiants.

## Enregistrements
Ivan Mosgovenko a réalisé un certain nombre d'enregistrements vinyles depuis 1951 qui peuvent être répertoriés sur WorldCat. Ses principaux enregistrements sont:
1. Le quintette de clarinette KV 584 de Mozart avec le Quatuor Borodine, avec lequel il a travaillé de 1951 à 1976. L'enregistrement a été fait en 1961 Le son et la façon de jouer peut clairement être entendu que l'artiste jouait une clarinette allemande à l'époque et était attaché à la tradition allemande de la clarinette.
L'enregistrement est disponible sur CD, et peut être entendu sur Spotify et Deezer.
2. le quintette de clarinettes de Brahms op. 115, également avec le Quatuor Borodine, enregistré en 1969 (avec la clarinette Boëhm), disponible sur CD
3. le quintette de clarinette du compositeur russe contemporain Alexandre Lokchine, enregistré en 1960 avec le Quatuor Komitas, disponible sur CD
4. Sergueï Prokofiev, Ouverture sur des thèmes juifs, op. 34, avec Sviatoslav Richter, Piano, in : Sviatoslav Richter – Plays Rakhmaninov & Prokofiev, coffret 11 CD, CD no 11/1, enregistré en 1961
5. Igor Stravinsky, L'Histoire du soldat
6. Serge Prokofiev, Quintette Op. 39 pour hautbois, clarinette, violon, alto et contrebasse
Les deux derniers enregistrements sont uniquement disponibles en vinyle ancien (ensemble sur un seul enregistrement )
Les radios ont également réalisé un grand nombre d'enregistrements avec Ivan Mozgovenko.